# Typopsilopa manni
Typopsilopa manni är en tvåvingeart som beskrevs av Wirth 1968. Typopsilopa manni ingår i släktet Typopsilopa och familjen vattenflugor. Inga underarter finns listade i Catalogue of Life.